# Tess Romero
Tess Romero (* 18. März 2006 in New York City) ist eine US-amerikanische Schauspielerin.
Ihr Debüt gab sie 2017 in einer Episode der Fernsehserie Blindspot. Zwei Jahre später war sie als junge Fausta im Science-Fiction-Film Anya zu sehen. Seit 2020 spielt sie eine Rolle in der Fernsehserie Tagebuch einer zukünftigen Präsidentin.